# Max Wimmer
Max Wimmer (* 28. Januar 1935 in Tegernsee; † 26. August 2015 in München) war ein deutscher Maler, der in München und Cagnes-sur-Mer lebte und arbeitete.

## Leben und Werk
Wimmer studierte von 1963 bis 1968 Malerei an der Akademie der Bildenden Künste in München, wo er 1969 sein Diplom erhielt. Er war Meisterschüler von Josef Oberberger.
1980 legte er das Staatsexamen als Kunsterzieher an der Ludwig-Maximilians-Universität München ab. Er unterrichtete einige Jahre Kunst am Goethe-Gymnasium in Regensburg.
Seine Bilder sind überwiegend abstrakte Darstellungen. Stilistisch steht er dem Informel nach Art von Jackson Pollock oder des Österreichers Hans Staudacher nahe,  er lässt sich aber auch von Mark Rothko zu geometrischen Formen inspirieren oder greift im Sinne eines abstrahierenden Expressionismus gegenständliche Anregungen in mehr oder minder starker Verfremdung auf. Sein Markenzeichen allerdings ist die Hinterglasmalerei, als Mischtechnik oder/und Collage, dies gern auch unter Verwendung von Goldfarbe oder Goldpapier.

## Ausstellungen (Auswahl)
- Centre Artistique De Rencontres Internationales, Nizza
- FIAC Grand Palais, Paris
- Galerie Lacloche, Paris und Cannes
- Musée Picasso, Antibes
- Art. Internationale Kunstmesse, Basel
- Galerie Le Tillot, Dijon
- Galerie Gollong, Saint Paul de Vence
- Mittelrheinisches Landesmuseum, Mainz
- Galerie Thomas, München
- Do Centro Cultural Candido Mendes, Rio de Janeiro
- Nationalgalerie Tunis
- Mail Art. Tokyo
- Schaezlerpalais Augsburg

### Vertreten in öffentlichen Sammlungen
- Musée Chateau, Cagnes-sur-Mer
- Musée Picasso Antibes
- Musée National d’Art Moderne/Centre George Pompidou, Paris
- Mittelrheinisches Landesmuseum, Mainz
- Landeszentralbank Mainz
- Dresdner Bank